# Unterwegs (Yvonne-Catterfeld-Album)
Unterwegs ist das dritte Studioalbum der deutschen Pop-Sängerin Yvonne Catterfeld. Es wurde am 14. März 2005 im deutschsprachigen Raum veröffentlicht. Vom Stil her bewegt sich das Album im Wesentlichen zwischen Pop, Contemporary R&B und Soul. In Deutschland wurde es für mehr als 100.000 verkaufte Einheiten mit Gold ausgezeichnet.

## Titelliste
1. Glaub an mich (3:42)
2. Grenzenlos (3:39)
3. Leben lassen (4:07)
4. Unterwegs (3:18)
5. Dreh deine Welt ins Licht (3:42)
6. Eine Welt ohne dich (3:23)
7. Sag mir – Was meinst du? [Hearsay R’N’B Remix] (3:28)
8. Ich halt dich fest (3:49)
9. Als der Herbst kam (4:11)
10. Wieviele Menschen (3:51)
11. Licht am Horizont (3:18)
12. Als unser Hass noch Liebe war (3:47)
13. Zauberwort (3:18)
14. Superwoman[4] (3:06)

## Veröffentlichung
Nach ihren ersten zwei Studioalben Meine Welt (2003) und Farben meiner Welt (2004) wurde 2005 das Album Unterwegs veröffentlicht. Es erreichte Platz eins der deutschen Albumcharts. Das Album konnte sich 23 Wochen in den deutschen Albumcharts halten. Am 12. September 2005 wurde eine Unterwegs Live DVD veröffentlicht. 2009 wurde Unterwegs zusammen mit dem zweiten Studioalbum Farben meiner Welt als Geschenk Edition noch einmal veröffentlicht.

## Inhalt und Produktion
Die Fotos im Booklet des Albums wurde von Mathias Bothor gefertigt. Neben dreizehn deutschsprachigen Titeln ist das englische Lied Superwoman zu hören. Als Produzenten und Songwriter waren unter anderem Steve van Velvet, Götz von Sydow, Ralf Hildenbeutel, Gianna S. Roth, Jeo und Catterfeld selbst am Album beteiligt. 

## Chartplatzierungen

### Singles
| Jahr | Titel               | Höchstplatzierung, Gesamtwochen, AuszeichnungChartplatzierungen (Jahr, Titel, Platzierungen, Wochen, Auszeichnungen, Anmerkungen) | Höchstplatzierung, Gesamtwochen, AuszeichnungChartplatzierungen (Jahr, Titel, Platzierungen, Wochen, Auszeichnungen, Anmerkungen) | Höchstplatzierung, Gesamtwochen, AuszeichnungChartplatzierungen (Jahr, Titel, Platzierungen, Wochen, Auszeichnungen, Anmerkungen) | Anmerkungen                           |
| Jahr | Titel               | DE | AT | CH | Anmerkungen                           |
| ---- | ------------------- | --- | --- | --- | ------------------------------------- |
| 2005 | Glaub an mich       | DE3 (15 Wo.)DE | AT6 (17 Wo.)AT | CH15 (13 Wo.)CH | Erstveröffentlichung: 14. Januar 2005 |
| 2005 | Eine Welt ohne dich | DE31 (9 Wo.)DE | AT52 (5 Wo.)AT | — | Erstveröffentlichung: 23. Mai 2005    |

### Album
| Jahr | Titel     | Höchstplatzierung, Gesamtwochen, AuszeichnungChartplatzierungen (Jahr, Titel, Platzierungen, Wochen, Auszeichnungen, Anmerkungen) | Höchstplatzierung, Gesamtwochen, AuszeichnungChartplatzierungen (Jahr, Titel, Platzierungen, Wochen, Auszeichnungen, Anmerkungen) | Höchstplatzierung, Gesamtwochen, AuszeichnungChartplatzierungen (Jahr, Titel, Platzierungen, Wochen, Auszeichnungen, Anmerkungen) | Anmerkungen                                             |
| Jahr | Titel     | DE | AT | CH | Anmerkungen                                             |
| ---- | --------- | --- | --- | --- | ------------------------------------------------------- |
| 2005 | Unterwegs | DE1 (23 Wo.)DE | AT4 (12 Wo.)AT | CH18 (11 Wo.)CH | Erstveröffentlichung: 14. März 2004 Verkäufe: + 100.000 |

## Rezeption
Die Internetseite laut.de urteilte über das Album, es werde nach wenigen Songs langweilig. Catterfeld biete nicht mehr als „gute, vielleicht Generations-übergreifende TV-Unterhaltung“. Ähnlich urteilte auch die Rezensentin CDstarts.de. Dort heißt es: „Frau Catterfeld summt ihre teils gewaltigen Nummern und macht sie so zu langweiligen, fade verklingenden Nummerchen.“ Es handle sich um „eine CD für Menschen, die es mögen, die anspruchsloser sind“. Yvonne Catterfeld habe ferner keinen persönlichen Stil. Ihre Gesangsausbildung habe sie nicht genutzt. Die Live-DVD wurde von einem anderen Rezensenten der Internetseite besser beurteilt. Er kritisiert zwar die mangelhafte Show, kann bei Catterfeld aber eine Entwicklung vom „Teenie-Idol“ zum „ernstzunehmenden Soul-Star“ erkennen.